# Château de Vaxholm
Le château de Vaxholm (Vaxholms fästning) est une forteresse suédoise située sur une petite île à l’est du bourg de Vaxholm.

## Historique
La forteresse est construite en 1544 par Gustave Vasa pour défendre Stockholm des incursions venues de la mer Baltique. Le bras de mer sous ses remparts mène en effet directement à la capitale suédoise. La forteresse est restaurée dans les années 1830 et renforcée en 1863, et en garde son aspect actuel.
Le château de Vaxholm est attaqué par les Danois en 1612, et par la marine russe en 1719. Cependant son importance militaire et stratégique a cessé au milieu du XIXe siècle.
En 1970, il est utilisé pour le tournage d'un épisode de Fifi Brindacier.

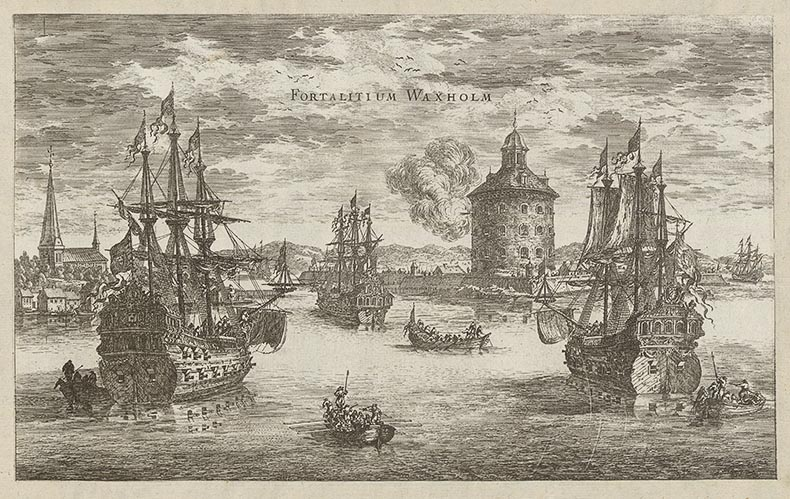
La forteresse de Vaxholm d'après une gravure (1690-1710) d'Erik Dahlbergh (Suecia antiqua et hodierna).

## Musée de la défense côtière suédoise
Depuis 1935, la forteresse de Vaxholm est un monument national et depuis 2003, le musée de la forteresse de Vaxholm est ouvert sur l'île
La forteresse abrite le musée de la forteresse de Vaxholm avec des expositions sur, entre autres, la défense côtière de la Suède sur 500 ans, la vie dans la forteresse dans le passé, les cachots et la préparation dans l'archipel pendant la Seconde Guerre mondiale.
La forteresse de Vaxholm est un monument national depuis 1935 et est gérée par l'administration des biens immobiliers de l'État suédois. En plus du musée, des événements culturels, des activités inspirées des prisonniers du fort sont organisés au château, entre autres.
Quelques particuliers ont également leur résidence au château.
Les bateaux de l'archipel de Waxholmsbolaget (qui font partie du réseau de transports publics du comté de Stockholm) desservent régulièrement l'île.

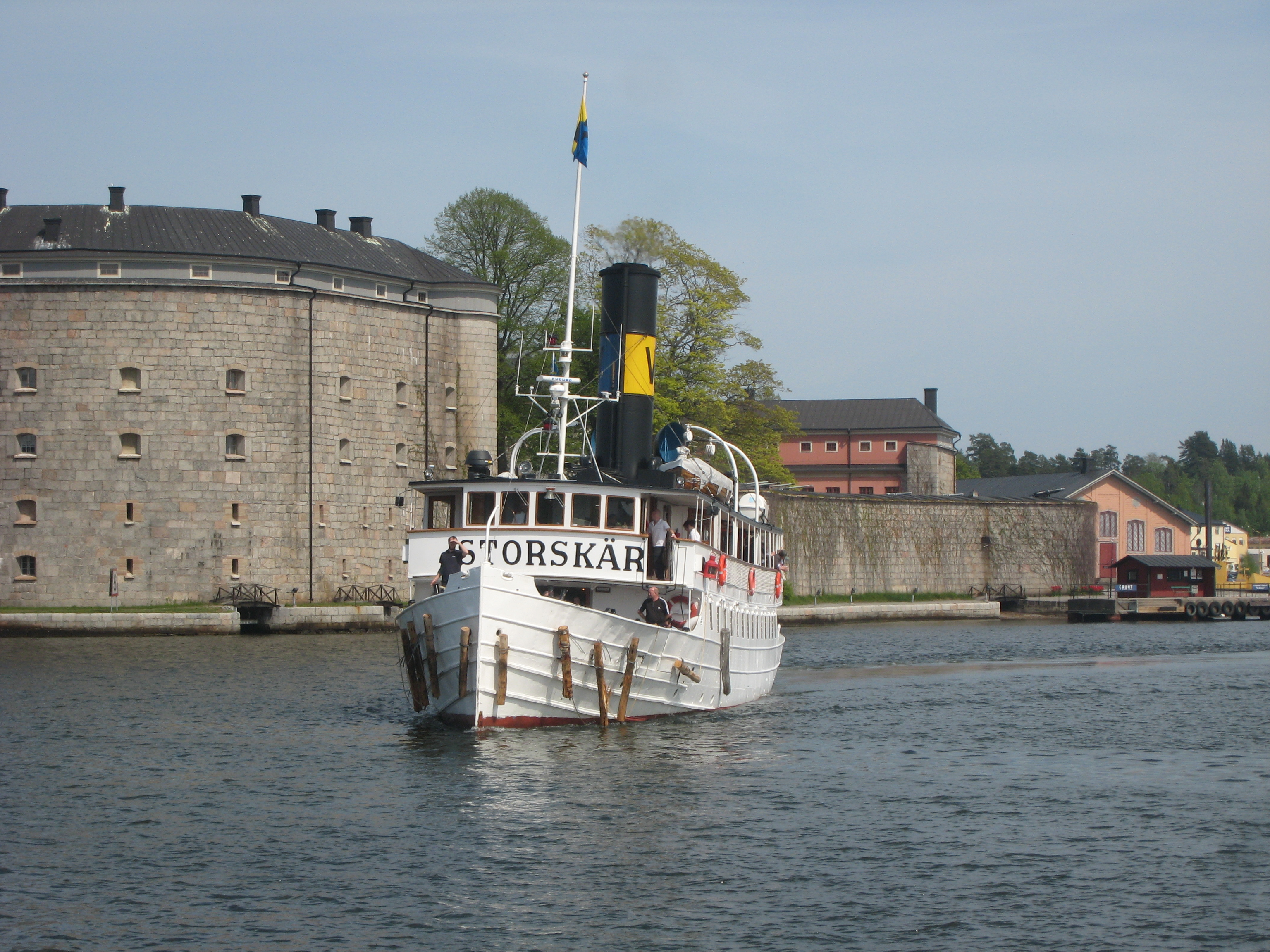
Bateau de l'archipel devant le château.

## Galerie

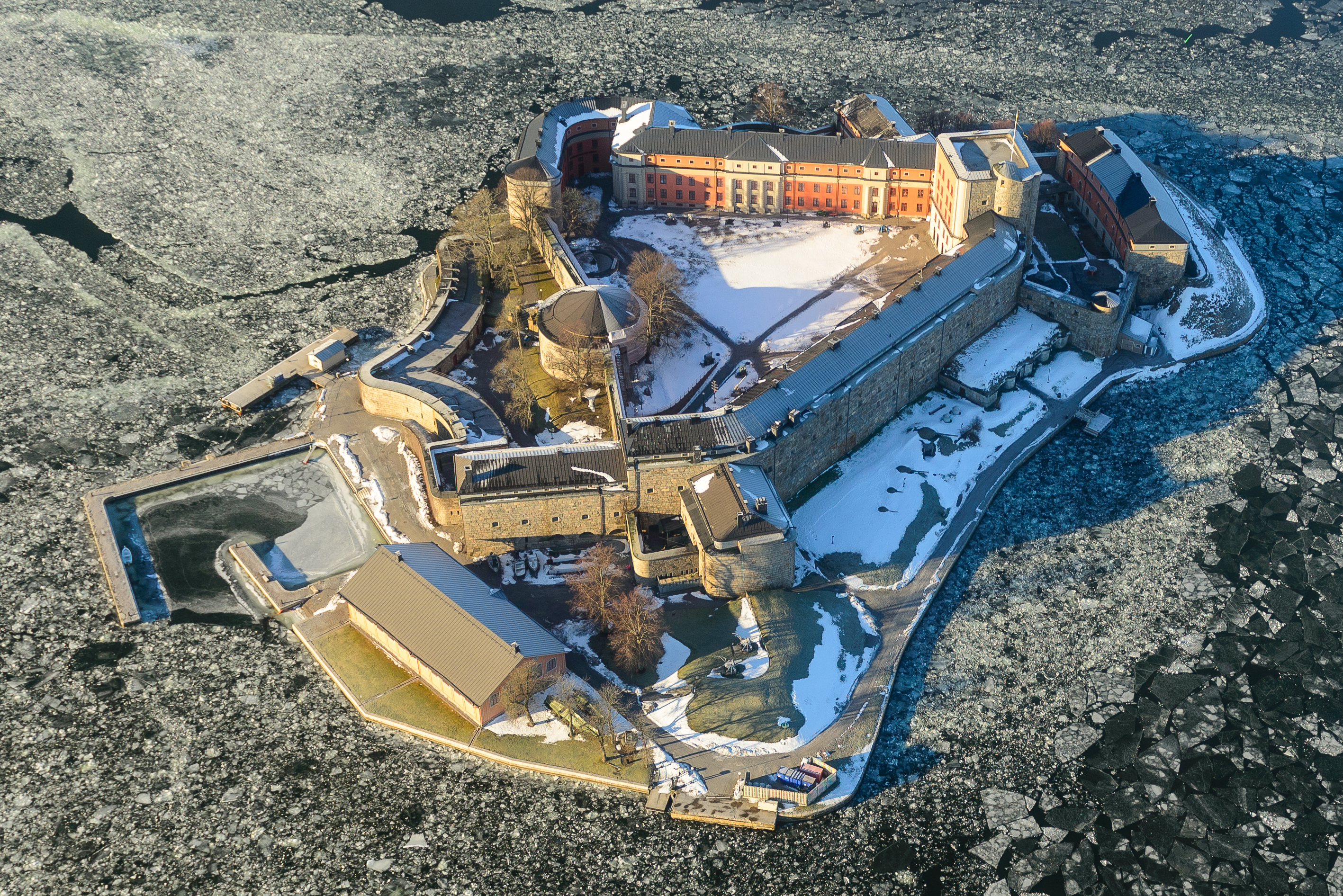
Vue aérienne.
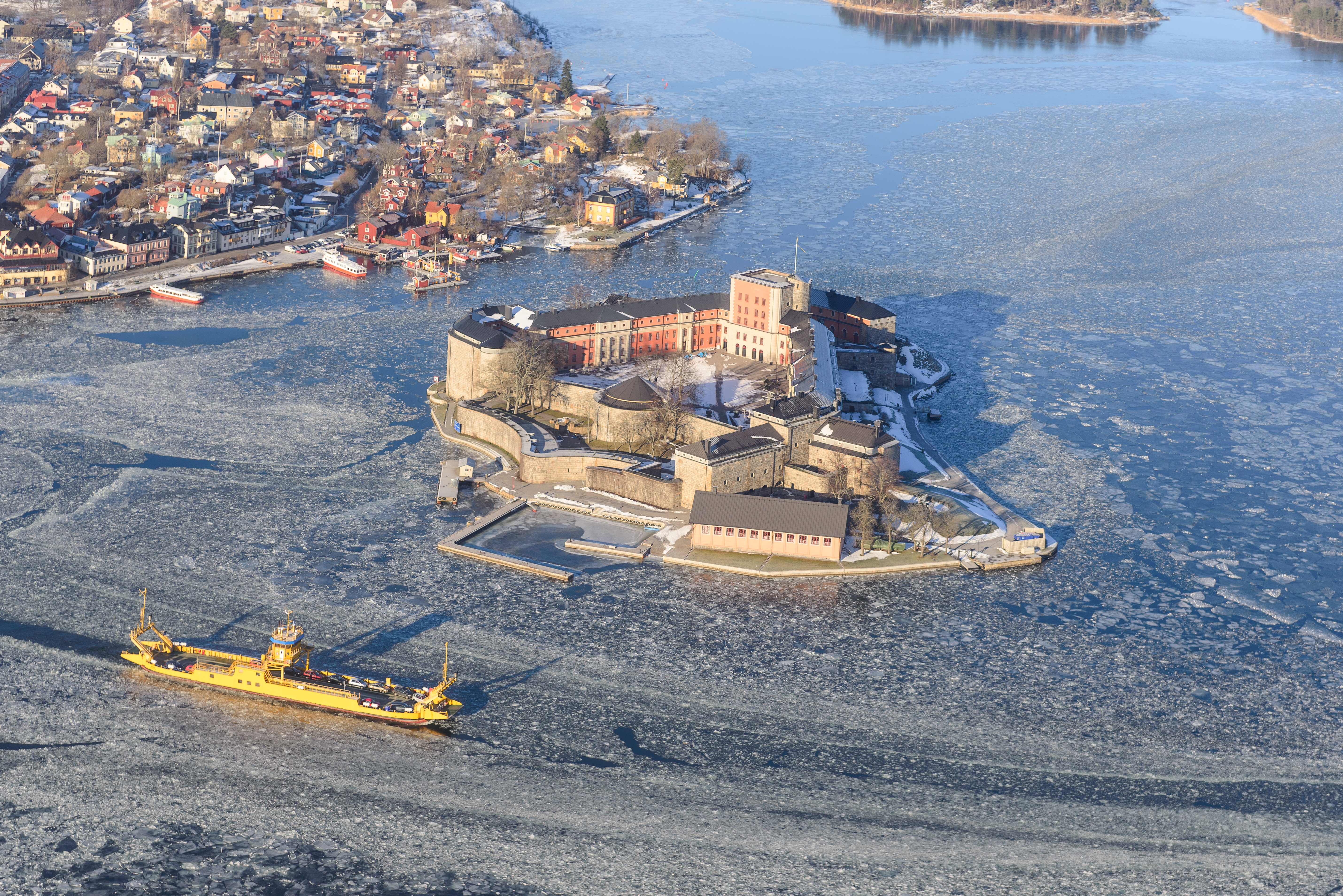
Vue aérienne.
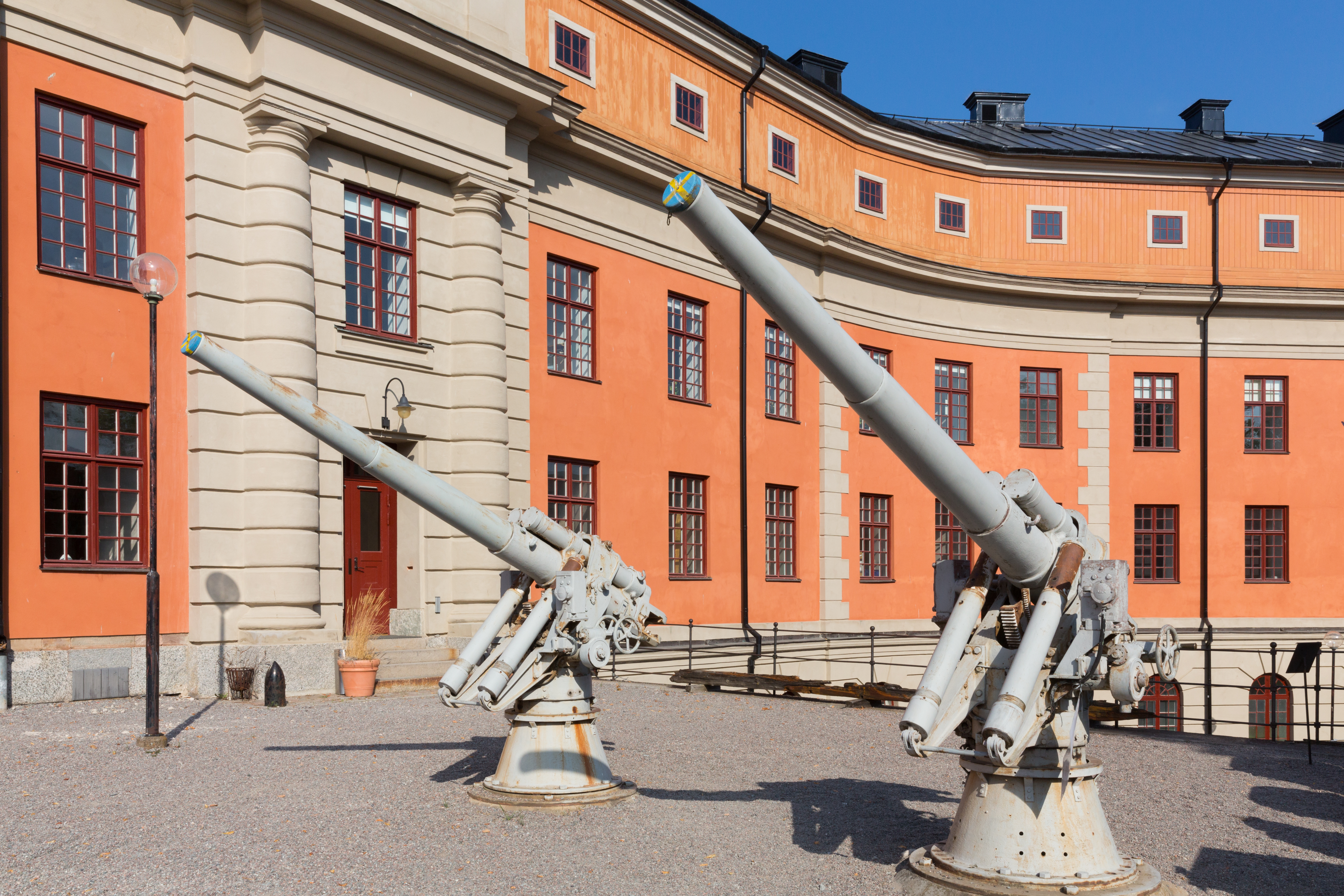
Canons anti-aériens dans la cour du château.
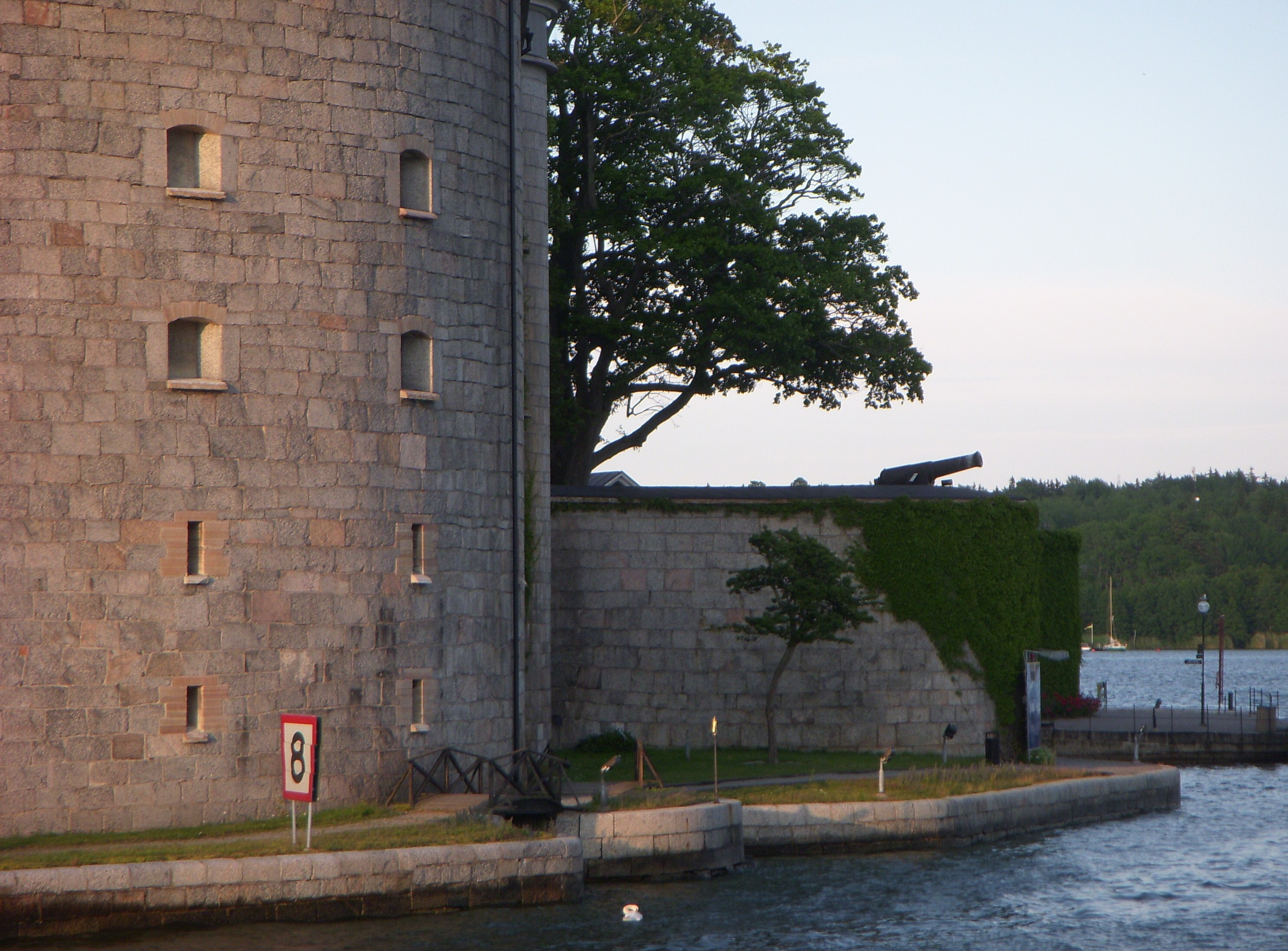
La partie arrondie de l'ouest et le sud.